# Edin Cocalić
Edin Cocalić (ur. 5 grudnia 1987 w Sarajewie) – bośniacki piłkarz występujący na pozycji obrońcy lub defensywnego pomocnika w Panetolikosie.